# Хоровец, Генрих Маркович
Генрих Маркович Хоровец (12 ноября 1934, Минск — 29 ноября 2019) — генерал-майор медицинской службы, Заслуженный врач Белорусской ССР, кандидат медицинских наук, профессор. Был начальником медицинской службы Войск ПВО с 1984—1994 годах.

## Биография
Родился в Минске, его детство пришлось на годы Великой Отечественной войны и нацистской оккупации Белорусской ССР.
Отец и мать — участники партизанского движения.
Решение стать врачом он принял после того, как пострадал от взрыва немецкой мины — «лягушки» 1 мая 1944 года.
Помощь ему оказал военный врач ближайшей воинской части, его профессиональные действия, при оказании медицинской помощи, побудили Генриха Марковича посвятить себя медицине.
Окончив среднюю школу, Генрих Маркович поступил в Смоленский медицинский институт, а затем перевёлся на Военно-медицинский факультет при Саратовском медицинском институте, по специальности авиационная медицина.
Его товарищем по обучению был Влади́мир Алекса́ндрович Пономаре́нко, советский и российский учёный в области авиационно-космической медицины и психологии. Доктор медицинских наук (1974), профессор (1980), генерал-майор медицинской службы (1984).

### Карьера
Выпустившись в войска ПВО с дипломом «с отличием» в 1958 г., Генрих Маркович Хоровец был назначен на должность врача отдельной испытательной эскадрильи.
Отвечая за здоровье и медицинское обслуживание пилотов, он имел дело со многими асами Советского Союза, прошедшими Великую Отечественную войну. Вникая в тонкости лётной профессии он выполнил несколько полётов во второй кабине на истребителе с инструктором.
Последовательно занимал должности начальника медицинской службы авиационно-технической базы, начальника кабинета авиационной медицины корпуса ПВО, старшего офицера военно-медицинской службы Войск ПВО страны, начальника медицинской службы армии ПВО, заместителя, а с 1984 г. по 1994 г. начальника медицинской службы вида Вооружённых сил СССР, России.
Возглавляя медицинскую службу на протяжении десяти лет, он внёс существенный вклад в усовершенствование организационно-штатную структуру медицинской службы ПВО от отдельной радиотехнической роты до центрального аппарата Главного штаба Войск ПВО.
В этот период была значительно укреплена материально-техническая база медицинских подразделений и учреждений Войск ПВО, введены новые должности в военные госпитали, модернизировано их оборудование, создана стройная система подготовки кадров.
Особое внимание Генрих Маркович Хоровец уделял медицинскому обеспечению полётов лётного состава, несущего боевые дежурства на аэродромах авиации ПВО, от Калининграда до Камчатки, от Новой Земли до Ашхабада.
Его вклад в развитие Вооружённых Сил СССР и России был отмечен орденами «Красной Звезды», «За службу Родине в Вооружённых Силах» и множеством медалей.
Он имеет ряд печатных работ, автор изобретения[какого?].
Похоронен на Котляковском кладбище.